# ماكدونيل إف 2 إتش بانشي
ماكدونيل إف 2 إتش بانشي (بالإنجليزية: McDonnell F2H Banshee)‏ هي طائرة مقاتلة أنتجت في 1947 بالولايات المتحدة. من صناعة طائرات ماكدونل. كانت تستخدم بشكل أساسي من قبل بحرية الولايات المتحدة. كان أول طيران لها في 11 يناير 1947. دخلت الخدمة في 1948، انتهت خدمتها في 30 سبتمبر 1959. صنع منها 895 طائرة.

## المستخدمون
- بحرية الولايات المتحدة
- قوات مشاة بحرية الولايات المتحدة